# إبزيم
الإبزيم أو المِشبك أو البَكْلَة هو جهاز يستخدم لربط طرفين مفكوكين، أحدهما متصل به والآخر ممسك بمقبض بطريقة آمنة ولكن قابلة للتعديل. غالباً ما اعتُبِر اختراع الإبزيم أمراً لا غنى عنه في ربط طرفين قبل اختراع السحّاب. يأتي إطار الإبزيم الأساسي بمجموعة متنوعة من الأشكال والأحجام اعتماداً على الاستخدام المقصود وأسلوب العصر. تُستخدم الأبازيم كثيراً اليوم كما كانت في الماضي: تُستخدم لأكثر من مجرد ربط الحزام، بل هي واحدة من أكثر الأجهزة التي يمكن الاعتماد عليها في ربط مجموعة من العناصر.

## معرض صور

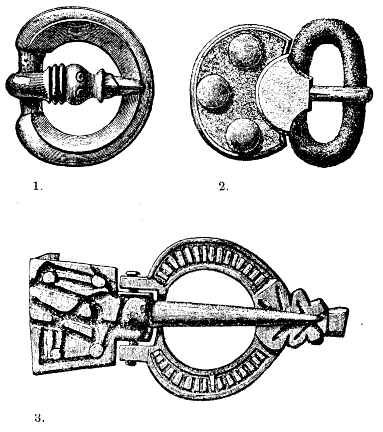
أبازيم برونزية قديمة من جنوب السويد. الإبزيم العلوي الأيسر عبارة عن تصميم بسيط للإطار والشق، بينما يتميز الإبزيم السفلي بفصل مدمج أو نهاية غطاء مع دبوس مركزي يربط الإطار.
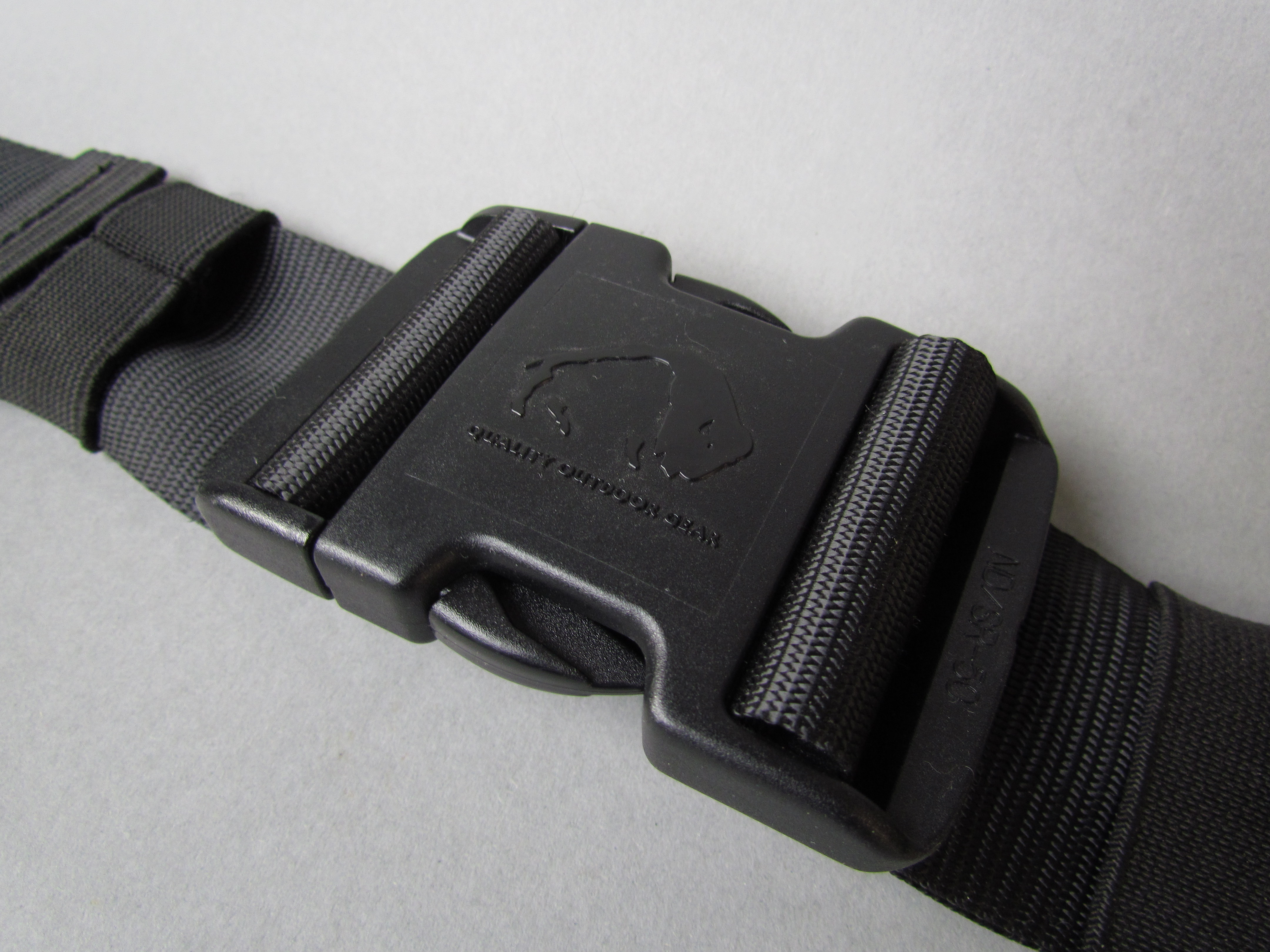
مشبك بلاستيكي